# Công tước xứ Cumberland
Công tước xứ Cumberland (tiếng Anh: Duke of Cumberland) là một danh hiệu quý tộc được trao cho các thành viên cấp dưới của hoàng gia Anh, được đặt theo tên của hạt lịch sử Cumberland.

## Lịch sử
Bá tước xứ Cumberland, được tạo ra vào năm 1525, đã tuyệt tự vào năm 1643. Công tước Cumberland được tạo ra trong quý tộc Anh vào năm 1644 cho Ruprecht xứ Rhein, cháu trai của vua Charles I. Khi ông qua đời mà không có con trai kế thừa, tước hiệu này lại được tái tạo vào năm 1689 trong quý tộc Anh cho Jørgen của Đan Mạch, chồng của vương nữ Anne, con gái út của vua James II. Tuy nhiên, ông cũng qua đời mà không có người thừa kế vào năm 1708. Mặc dù vậy, cả hai vị hoàng tử này đều không thường xuyên được gọi bằng tước hiệu của mình.
Lần tạo tước hiệu thứ ba, trong quý tộc Vương quốc Anh, là dành cho Vương tử William, con trai thứ ba của vua George II. Các tước hiệu khác được cấp cho Vương tử William bao gồm Hầu tước xứ Berkhampstead, Bá tước xứ Kennington, Tử tước Trematon và Nam tước Alderney. Tuy nhiên, vì Vương tử qua đời khi chưa lập gia đình và không có con, các tước hiệu của ông đã tuyệt tự sau khi ông qua đời.
Các tước hiệu Công tước xứ Cumberland và Strathearn và Công tước xứ Cumberland và Teviotdale sau đó được lập ra trong Quý tộc Vương quốc Anh.

## Danh sách các công tước

### Lần phong thứ nhất (1644)
| Tên                                                                               | Chân dung     | Sinh | Hôn nhân      | Mất                                      |
| --------------------------------------------------------------------------------- | ------------- | --- | ------------- | ---------------------------------------- |
| Ruprecht xứ Rhein Nhà Wittelsbach 1644–1682 cũng là: Bá tước xứ Holderness (1644) | Prince Rupert | 17 tháng 12 năm 1619 Praha con trai của Friedrich V, Tuyển hầu tước xứ Pfalz và Elizabeth Stuart, Vương hậu Bohemia | Không kết hôn | 29 tháng 11 năm 1682 Westminster 62 tuổi |
| Cháu trai của Charles I, chết mà không có con hợp pháp.                           |               | |               |                                          |

### Lần phong thứ hai (1689)
| Tên                                                                                                | Chân dung     | Sinh | Hôn nhân                             | Mất                                               |
| -------------------------------------------------------------------------------------------------- | ------------- | --- | ------------------------------------ | ------------------------------------------------- |
| Jørgen của Đan Mạch Nhà Oldenburg 1689–1708 cũng là Bá tước xứ Kendal và Nam tước Wokingham (1689) | Prince George | 2 tháng 6 năm 1653 Lâu đài Copenhagen con trai của Frederik III của Đan Mạch và Sophie Amalie xứ Braunschweig-Lüneburg | Anne 28 tháng 7 năm 1683 5 người con | 28 tháng 10 năm 1708 Cung điện Kensington 55 tuổi |
| Chồng của Nữ hoàng Anne, chết mà không có con.                                                     |               | |                                      |                                                   |

### Lần phong thứ ba (1726)
| Tên | Chân dung      | Sinh                                                                                               | Hôn nhân      | Mất                                   |
| --- | -------------- | -------------------------------------------------------------------------------------------------- | ------------- | ------------------------------------- |
| Vương tử William cũng là: Hầu tước xứ Berkhamsted, Bá tước xứ Kennington, Tử tước Trematon và Nam Alderney (Great Britain, 1726) | Prince William | 26 tháng 4 năm 1721 Dinh Leicester, Luân Đôn con trai của George II của Anh và Caroline xứ Ansbach | Không kết hôn | 31 tháng 10 năm 1765 Luân Đôn 44 tuổi |
| Also được biết đến là "Kẻ Đồ tể" Cumberland và William Ngọt ngào.                                                                |                | |               |                                       |

### Công tước xứ Cumberland và Strathearn (1766)
Người nắm giữ tước hiệu duy nhất là Vương tử Henry (1745–1790), con trai thứ a của Frederick, Thân vương xứ Wales. Ông qua đời mà không có con cái hợp pháp, khi công quốc một lần nữa bị xóa sổ.

### Công tước xứ Cumberland và Teviotdale (1799)
Tước công tước kép này, trong giới quý tộc Anh, được ban cho Vương tử Ernest Augustus (1771–1851) (sau này là Vua của Hannover), con trai thứ năm và là người con thứ tám của vua George III của Anh và vua của Hannover. Năm 1919, nó đã bị đình chỉ theo Đạo luật Tước quyền Tước hiệu hiệu năm 1917 trong Chiến tranh thế giới thứ nhất và tính đến  năm 2023, vẫn chưa được khôi phục cho người thừa kế tước hiệu.